# فيليب شايدمان
فيليب شايدمان (بالألمانية: Philipp Scheidemann) سياسي ألماني (26 يوليو 1865-29 نوفمبر 1939). هو أول رئيس حكومة في عهد جمهورية فايمار، وبذلك يعتبر أول مستشار في جمهورية فايمار من 13 فبراير إلى 20 يونيو 1919. رغم أن لقبه لم يكن المستشار وإنما رئيس وزراء الرايخ أو الدولة فيليب شيدمان أول مستشار للجمهورية الألمانية (1918 ـ 19). كان ديمقراطياً اشتراكياً. استقال احتجاجاً على قسوة شروط معاهدة فرساي. (ولد في 26 يوليو 1865، كاسل-ولاية هيسن [ألمانيا]-توفي 29 نوفمبر 1939، كوبنهاغن، دن.)، الألمانية السياسي الديمقراطي الاجتماعي الذي، دون الحصول على إذن الطرف أو الحكومة، يوم 9 نوفمبر، عام 1918، قدمت جمهورية فايمار حقيقة بإعلان أنه من شرفة مجلس النواب الألماني. أصبح لاحقا المستشار الأول للجمهورية. الصور صحفي و (من 1903) عضوا في مجلس النواب الألماني عن الحزب الاشتراكي الديمقراطي، انضم شيدمان أغلبية حزبه في دعم مشاركة ألمانيا في الحرب العالمية الأولى. نحو نهاية الحرب، تم تعيينه وزير بدون حقيبة في مجلس الوزراء الامبراطوري الماضي (أكتوبر 1918). على الرغم من أن الحزب الاشتراكي الديمقراطي قد خططت لدعم نظام ملكي دستوري في ألمانيا (بالألمانية: Reichsministerpräsident).

## وصلات خارجية
- فيليب شايدمان على موقع الموسوعة البريطانية (الإنجليزية)
- فيليب شايدمان على موقع ميوزك برينز (الإنجليزية)
- فيليب شايدمان على موقع إن إن دي بي (الإنجليزية)
- فيليب شايدمان على موقع ديسكوغز (الإنجليزية)
- فيليب شايدمان على موقع ديسكوغز (الإنجليزية)

- Scheidemann's recollection of his speech on 9 November 1918, ca. 1924 (German)